# 切爾諾貝爾核電廠無人機襲擊
東歐時間2025年2月14日，一架無人機撞擊封存烏克蘭切爾諾貝爾核電廠反應堆的保護結構新石棺。襲擊造成防護設施嚴重損壞，但周邊地區的輻射水平並未因此上升。烏克蘭總統弗拉基米爾·澤連斯基指責俄羅斯發動攻擊，稱一架俄軍作戰無人機攜帶「高爆彈頭」擊中該設施。俄羅斯則否認指控，反稱烏克蘭官員刻意散佈此消息，以干擾和平談判。

## 背景
此次襲擊發生之際，德國即將舉行慕尼黑安全會議，美國副總統JD·萬斯計劃在會議期間與烏克蘭總統弗拉基米爾·澤連斯基會晤。而就在襲擊發生的前一天，美國總統當勞·特朗普宣佈可能展開和平談判，並表示他與俄羅斯總統弗拉基米爾·普京進行了一次「極具成效」的對話。

## 襲擊
當地時間2025年2月14日凌晨約1時50分，駐守於切爾諾貝爾核電廠的國際原子能機構人員通報，他們在新石棺處聽見爆炸聲。該設施的主要功能是封存切爾諾貝爾核事故遺留的放射性物質，防止輻射外洩。
烏克蘭總統澤連斯基在社群媒體X／Twitter上發佈襲擊畫面，影片顯示，4號反應堆上方的建築屋頂突發強烈閃光，隨後濃煙滾滾升空。烏克蘭緊急應變部門迅速到場，成功撲滅火勢。

## 後續

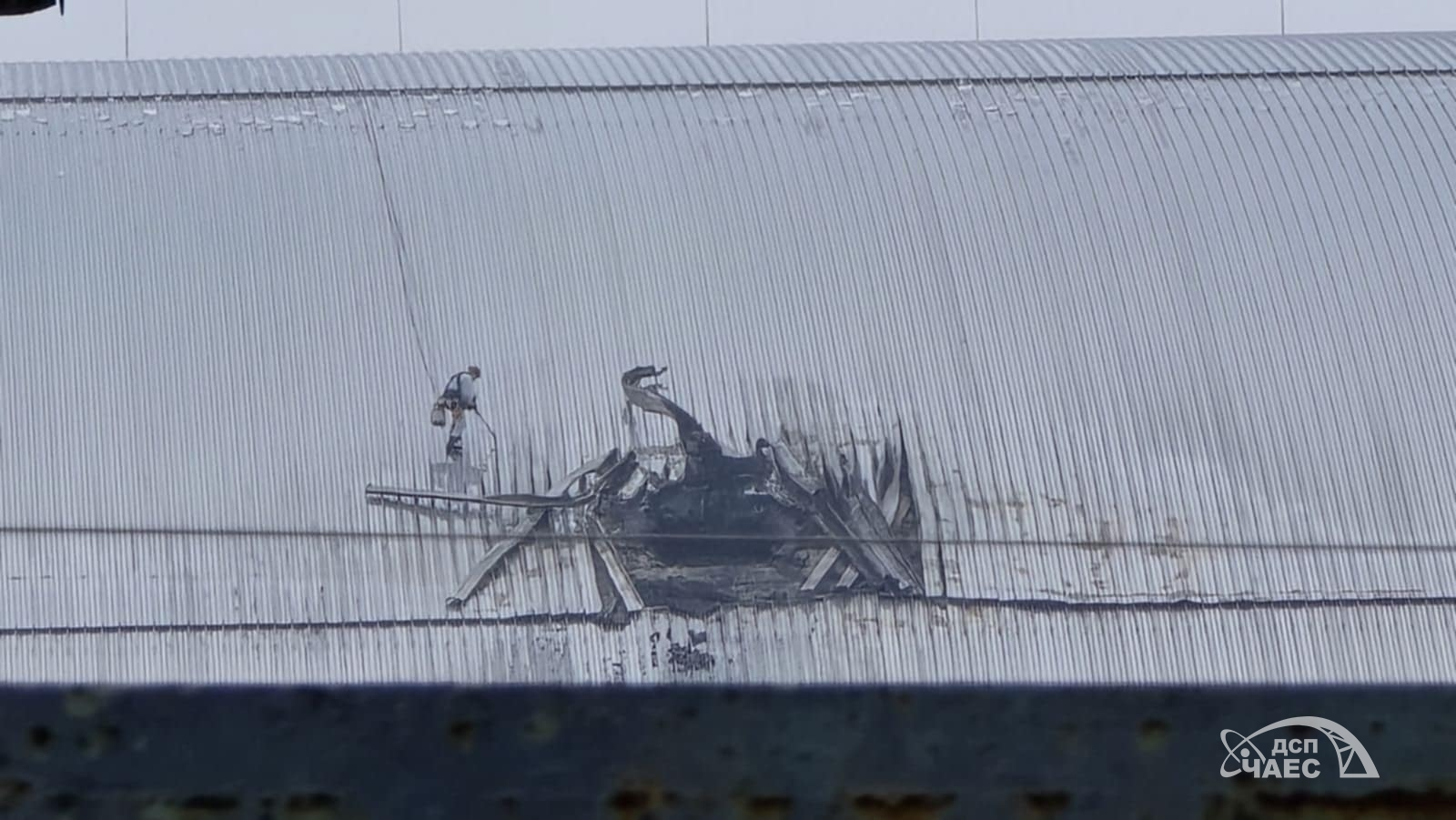
新石棺的破洞

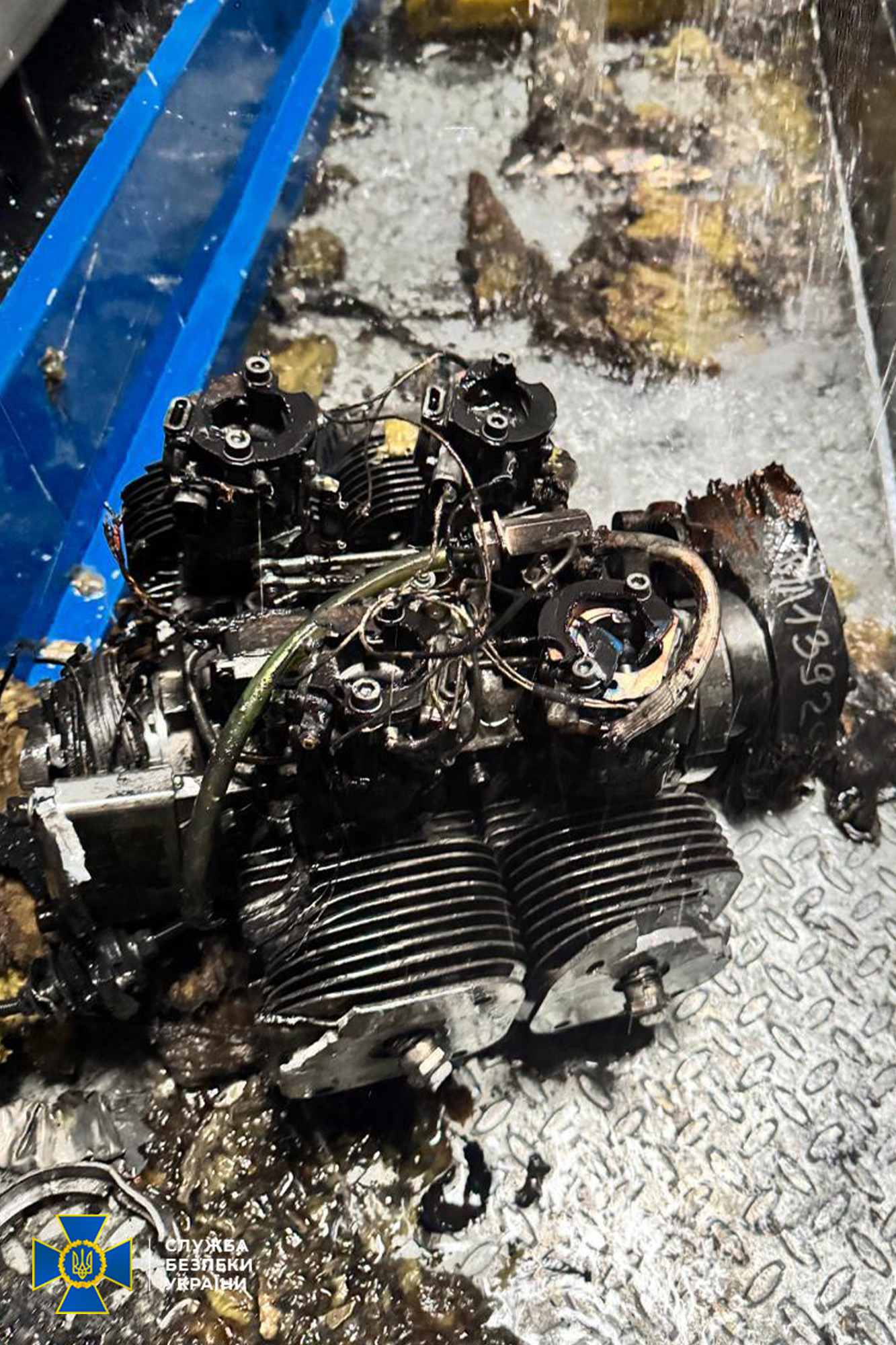
無人機殘骸

襲擊發生後，烏克蘭當局立即展開損害評估，檢查設施結構與輻射狀況。烏克蘭國家應急服務確認，輻射水準並未異常上升，但初步評估顯示新石棺遭受嚴重損壞。澤連斯基隨後分享多張照片，據稱顯示受損新石棺內部的景象。

## 反應
烏克蘭總統澤連斯基指出，此次襲擊及俄軍對烏克蘭基礎設施的持續無人機襲擊，充分顯示俄羅斯領導層並無真正尋求外交解決方案的誠意，反而試圖「繼續欺騙世界」。他呼籲國際社會對「侵略者」施加更大壓力，並強調「俄羅斯必須為其行為承擔責任」。
俄羅斯政府則堅決否認襲擊核電廠的指控。克里姆林宮發言人德米特里·佩斯科夫表示：「我們的軍隊不會做這種事」，並指控烏克蘭官員散佈此說法，意圖破壞和平談判。俄羅斯高級外交官羅季翁·米羅什尼克也批評基輔政府，指其在普京與特朗普展開對話之際「歇斯底里」地反應過度，並對俄羅斯多個地區發動大規模無人機攻擊。